# 希尼安
希尼安（法語：Chignin，法語發音：[ʃiɲɛ̃]）是法国萨瓦省的一个市镇，位于该省西部，属于尚贝里区。

## 地理
希尼安（45°31'27"N, 6°0'45"E）面积8.32 平方千米，位于法国奥弗涅-罗讷-阿尔卑斯大区萨瓦省，该省份为法国东部省份，历史上为薩伏依的一部分，北起上萨瓦省，西接伊泽尔省和安省，南部和东部与上阿尔卑斯省和意大利接壤。
与希尼安接壤的市镇（或旧市镇、城区）包括：屈列讷、米扬、圣茹瓦尔普里约雷、拉蒂勒、波特德萨瓦。

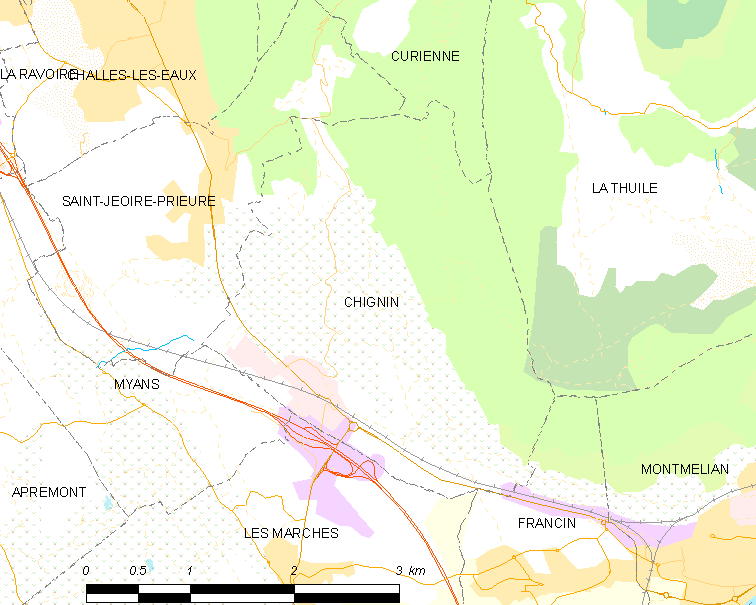
希尼安的OSM定位图

希尼安的时区为UTC+01:00、UTC+02:00（夏令时）。

## 行政
希尼安的邮政编码为73800，INSEE市镇编码为73084。

## 政治
希尼安所属的省级选区为蒙梅利扬县。

## 人口

1962-2008年间希尼安人口变化图示

希尼安于2022年1月1日时的人口数量为910人。